# Vajkvágása
Vajkvágása (1899-ig Valykócz, szlovákul: Valkovce) község Szlovákiában, az Eperjesi kerület Felsővízközi járásában.

## Fekvése
Felsővízköztől 19 km-re délnyugatra, a Tapoly és az Ondava között fekszik.

## Története
A települést a német jog alapján alapították a radomai uradalom területén 1325 után. Nevét Valkó nevű első bírájáról kapta. 1382-ben „Balkuagasa” néven írják. Az 1427-es adóösszeírás szerint 15 portája adózott a tarkői uradalomnak. 1449-ben „Walkwagasa”, 1451-ben „Walinthwaagasa” néven szerepel a korabeli forrásokban. Az Aba nemzetség birtoka volt. Későbbi birtokosai a Somosy, Széchy, Szirmay, Tachy családok. A 16. század elejére lakói elszegényedtek és zsellérsorba süllyedtek. Az 1543-as, 1567-es és 1588-as adóösszeírások szerint lakói csak egy, illetve két portáig adóztak. 1600-ban a bíró házán kívül 14 lakott jobbágyháza volt. 1787-ben 29 házában 200 lakos élt.
A 18. század végén Vályi András így ír róla: „VALKÓCZ. Valkovce. Tót falu Sáros Várm. földes Urai Dezsőfy, és több Uraságok, fekszik Nyerjeshez közel, mellynek filiája; határja hegyes, legelője, és erdeje van.”
A 19. században a Dessewffy család tulajdonában találjuk. 1828-ban 40 háza és 311 lakosa volt, akik mezőgazdasággal foglalkoztak.
Fényes Elek 1851-ben kiadott geográfiai szótárában így ír a faluról: „Valykócz, Sáros vmegyében, orosz falu, Radoma fil., 11 romai, 300 gör. kath., 6 zsidó lak. Jó rét, legelő, erdő. F. u. többen. Van itt derék vizimalom is. Ut. post. Bártfa.”
1850 és 1890 között sok lakója vándorolt ki a tengerentúlra. Későbbi lakói Felsővízköz és Girált üzemeiben dolgoztak. Az első világháborúban bár a front megközelítette, a falu nem szenvedett károkat. 1920 előtt Sáros vármegye Felsővízközi járásához tartozott.

## Népessége
| Év:            | 1994. | 2004.   | 2014.   | 2024.   |
| -------------- | ----- | ------- | ------- | ------- |
| Emberek száma: | 231   | 230     | 224     | 206     |
| Eltérés:       |       | -0,43 % | -2,60 % | -8,03 % |

| Év:            | 2023. | 2024.   |
| -------------- | ----- | ------- |
| Emberek száma: | 201   | 206     |
| Eltérés:       |       | +2,48 % |

1910-ben 190, túlnyomórészt ruszin lakosa volt.
1921-ben 177 lakost számláltak itt, közülük 161 ruszin nemzetiségű volt.
2001-ben 237 lakosából 222 szlovák és 11 ruszin volt.
2011-ben 231 lakosából 196 szlovák és 23 ruszin.

## Nevezetességei
Szent Lukács evangélista tiszteletére szentelt görögkatolikus temploma 1750-ben épült késő barokk stílusban. Később többször átépítették, 1968-ban megújították. Anyakönyveit 1830-óta vezetik.